# ییژینا چرماکووا
ییژینا چرماکووا (چکی: Jiřina Čermáková؛ ۱۷ نوامبر ۱۹۴۴ – ۱۷ نوامبر ۲۰۱۹) بازیکن هاکی روی چمن اهل چکسلواکی بود.